# 娜斯羅·阿里·阿布卡
娜斯羅·阿里·阿布卡（2004年9月15日—）曾代表索馬利亞參加2021年夏季世界大學運動會女子100公尺預賽，跑出了21秒81的成績。實際上，這個成績比多數的小學生還要慢。但由於缺乏歷史資料，無法確定這是否是國際賽場史上最慢的女子100公尺紀錄。

## 背景
阿里·阿布卡的母親是德卡·阿丹·達希爾，德卡·阿丹·達希爾的妹妹阿莎·阿丹·達希爾曾擔任2021年夏季世界大學運動會索馬利亞代表團副團長，另一個妹妹哈蒂賈·阿丹·達希爾則是索馬利亞全國田徑委員會主席。
2023年7月26日，阿里·阿布卡在比賽前的新聞發布會上表示：「今天，我很高興代表索馬利亞參加10公尺（原文如此）賽跑。」

## 爭議

### 比賽成績
參賽的50名選手中，即使是第49名的選手的成績也有13秒64，距離阿布卡的21秒81差了8秒17，因此阿布卡的背景便遭到質疑。而阿布卡本身從未受過訓練，索馬利亞青年和體育部長穆罕莫德（Mohamed Barre Mohamud）更證實她沒有任何體育經驗。
根據穆罕莫德的說法，娜斯羅是「透過不適當的遴選過程入選」的。過程不僅不透明公開，甚至還不符合規定。此外，由於她是田徑委員會會長哈蒂賈·阿丹·達希爾的姪女，被懷疑是利用裙帶關係入選。
根據索馬利亞大學協會（Association of Somali Universities）在Facebook上的聲明，他們尚未派出任何運動員參加這一屆的世界大學運動會。

### 反應
阿里·阿布卡的比賽影片在網路爆紅，目前為止在推特有超過六千七百萬次觀看。這一影片引發質疑和批評，因為青年和體育部選擇沒有比賽經驗，且明顯沒有準備的運動員代表索馬利亞。在推特上分享這段影片的埃勒哈姆·加拉德（Elham Garaad）在推特上表示：
| Elham Garaad ✍︎ | Twitter的logo，一个风格化的小蓝鸟 |
| @EGaraad       | Twitter的logo，一个风格化的小蓝鸟 |

青年和體育部應該下台。目睹如此無能的政府令人沮喪。他們怎麼能選擇未經訓練的女孩代表索馬利亞參加跑步呢？這確實令人震驚，並且在國際上反映了我們國家的不良形象。
2023年8月1日
索馬利亞駐歐盟大使阿里·賽德·法吉則在推特上表示「帶這女孩去中國比賽，不只她丟臉，甚至整個國家蒙羞。」
索馬利亞裔長跑運動員穆罕默德·法拉和阿卜迪·納格耶對體育部以及索馬利亞奥委會選擇未經訓練的選手而非合格的跑步運動員表示憤怒和羞恥。
有人在社群媒體上質疑阿里·阿布卡利用裙帶關係出賽，因為她是索馬利亞田徑委員會哈蒂賈·阿丹·達希爾的姪女。阿丹·達希爾告訴BBC阿里·阿布卡過去兩年為了參加比賽接受了嚴格的訓練。然而，阿里·阿布卡宣稱她只訓練了一個月。

## 後續
2023年8月3日，阿里·阿布卡回應了將她稱為「國際比賽中最差運動員」的批評，並表示「我跑步時扭傷了腿，[……]但是我仍然設法跑完了。」
索馬利亞青年和體育部長穆罕莫德（Mohamed Barre Mohamud）公開對索馬利亞的國民道歉，並表示此事件「使索馬里人民感到尷尬」。他也以「濫用權力、裙帶關係和詆毀國家名譽」為由，暫停了索馬利亞田徑委員會主席達希爾的職務，並表示將對此一事件採取法律行動。

## 另見
- 艾瑞克·姆薩巴尼